# Alberto Reynoso
Alberto C. Reynoso, soprannominato Big Boy (Pasig, 14 maggio 1940 – Sacramento, 22 novembre 2011), è stato un cestista filippino.

## Carriera
È nato il 14 maggio 1940 a Pasig. Con le Filippine ha disputato i Giochi olimpici di Città del Messico 1968 e i Campionati mondiali del 1974.